# استافورد (اورگن)
استافورد (به انگلیسی: Stafford) یک منطقهٔ مسکونی در ایالات متحده آمریکا است که در شهرستان کلاکاماس، اورگن واقع شده‌است. استافورد ۱۵٫۷ کیلومتر مربع مساحت و ۱٬۵۷۷ نفر جمعیت دارد.